# Златко Портнер
Златко Портнер (Рума, 16. јануар 1962 — 23. септембар 2020) био је српски и југословенски рукометаш. Отац је рукометног голмана Николе Портнера који игра за Швајцарску.

## Каријера
Рукометну каријеру је започео у РК Слога из Хртковца, затим прелази у Црвенку и наставља да игра у шабачкој Металопластици, која је тада била један од водећих југословенских клубова. Портнер и Веселин Вујовић чинили су такозвани „чаробни двојац” Металопластике. Након Шапца, отишао је у Барселону, с којом је освојио ЕХФ Лигу шампиона. Каријеру је наставио у француском Венисиеку. Задње године своје каријере провео је у Берну и Зофингену у Швајцарској. Након Зофингена се вратио у Берн у којем је завршио каријеру. Уз једну с Барселоном, Портнер је освојио још две титуле првака Европе са Металопластиком (1985. и 1986). Друго место освојио је 1984. са Металопластиком, а у финалу су изгубили од Дукле.
Преминуо је у септембру 2020. године у Швајцарској.

## Репрезентација
Портнер је био члан југословенске репрезентације која је на светском првенству 1986. освојила злато и 1988. освојила бронзу на Олимпијади. Наступио је на Светском првенству 1990. на којем је Југославија освојила четврто место, изгубивши сусрет за бронзу од Румуније.